# Flygmästare
Flygmästare (fi: lentomestari) var en militär grad i Finlands flygvapen 1925-1952. Graden motsvarade militärmästare i Finlands armé.